# Brachycephalus brunneus
Brachycephalus brunneus là một loài ếch thuộc họ Brachycephalidae.
Đây là loài đặc hữu của Brasil.
Môi trường sống tự nhiên của chúng là vùng núi ẩm nhiệt đới hoặc cận nhiệt đới.
Chúng hiện đang bị đe dọa vì mất nơi sống.